# Herminia chosensis
Herminia chosensis är en fjärilsart som beskrevs av Felix Bryk 1948. Herminia chosensis ingår i släktet Herminia och familjen nattflyn. Inga underarter finns listade i Catalogue of Life.